# 哈利酒吧

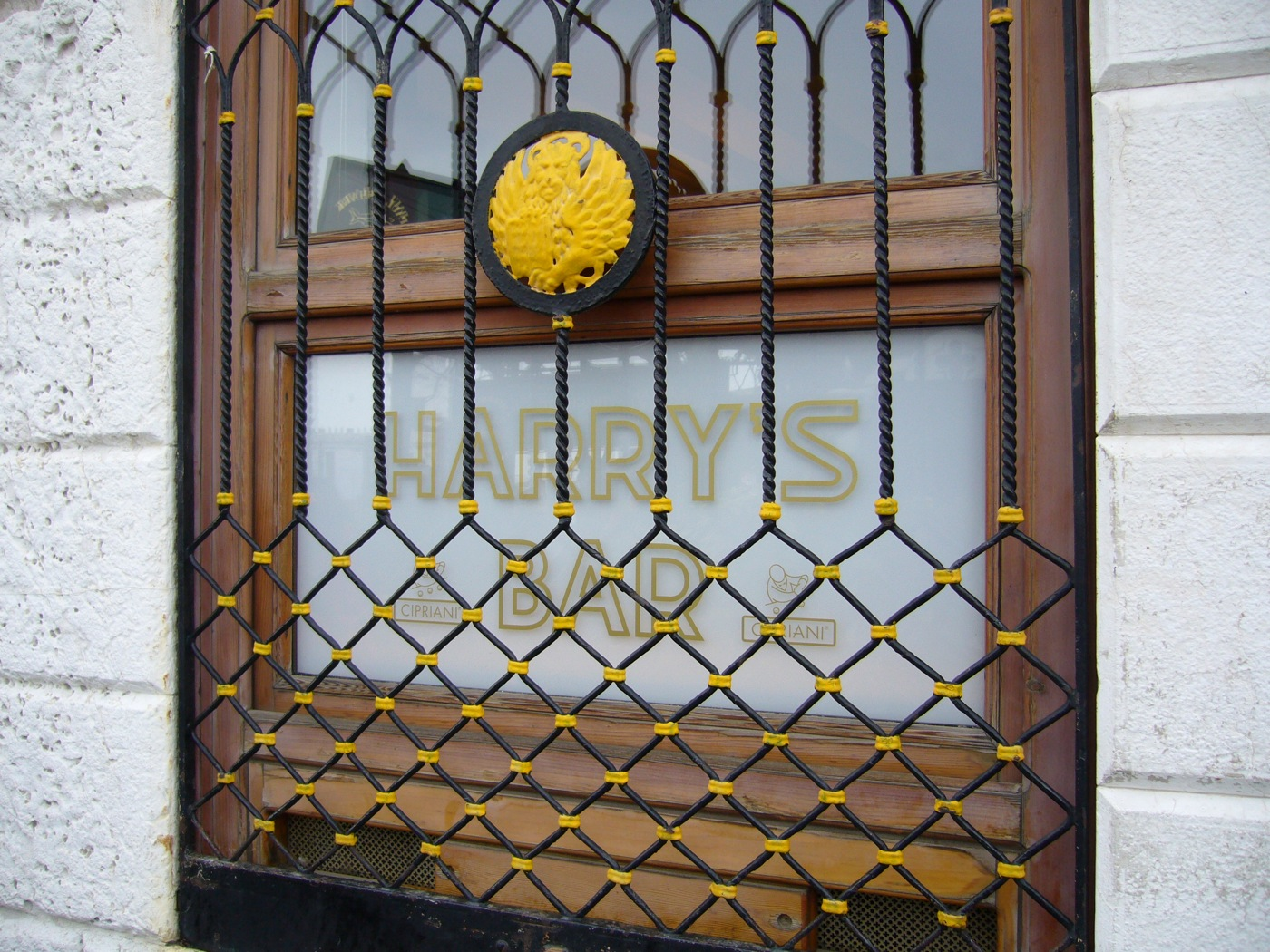
哈利酒吧标志

哈利酒吧（Harry's Bar）是意大利威尼斯的一个酒吧和餐厅，位于圣马可广场以西: Calle Vallaresso, 1323号。

## 历史
哈利酒吧开业于1931年，店主是酒保朱塞佩·希普利亚尼。 奇普里亚尼曾是威尼斯欧罗巴酒店的酒保，曾借10000里拉给富有的波士顿年轻人哈里·皮克林。 因为他的家人发现他的饮酒习惯，切断了资金来源。 两年后，皮克林回到酒店的酒吧，还给奇普里亚尼50000里拉，足够他开一个酒吧。
2001年，意大利文化事务部宣布它为国家地标。

## 主顾
哈利酒吧长期以来一直有名人经常光顾，例如海明威、马可尼、卓别林, 希区柯克等人。